# Siebenrockiella crassicollis
Siebenrockiella crassicollis – gatunek żółwia z rodziny batagurowatych (Geoemydidae) i podrzędu żółwi skrytoszyjnych. Zamieszkuje Azję Południowo-Wschodnią. Jest zagrożony wyginięciem.

## Taksonomia
Gatunek ten dawniej należał do rodzaju Emys, obecnie jest klasyfikowany do rodzaju Siebenrockiella. Po raz pierwszy został opisany przez brytyjskiego zoologa Johna Edwarda Graya na podstawie trzech okazów ze zbiorów Thomasa Bella. Dawniej był uznawany za gatunek monotypowy w obrębie rodzaju Siebenrockiella, dopóki w 2005 nie wykazano na podstawie badań genetycznych i morfologii, że niedawno ponownie odkryty krytycznie zagrożony wyginięciem Heosemys leytensis był bardzo blisko spokrewniony. Końcowo został przypisany do rodzaju Siebenrockiella w podrodzaju Panyaenemys i nosi nazwę Siebenrockiella leytensis znany jako cierniec filipiński.
Nazwa gatunkowa „crassicollis” pochodzi od łacińskich słów crassus (gruby) i collum (szyja). Nazwa rodzajowa została ustanowiona na cześć austriackiego zoologa Friedricha Siebenrocka.

## Wygląd

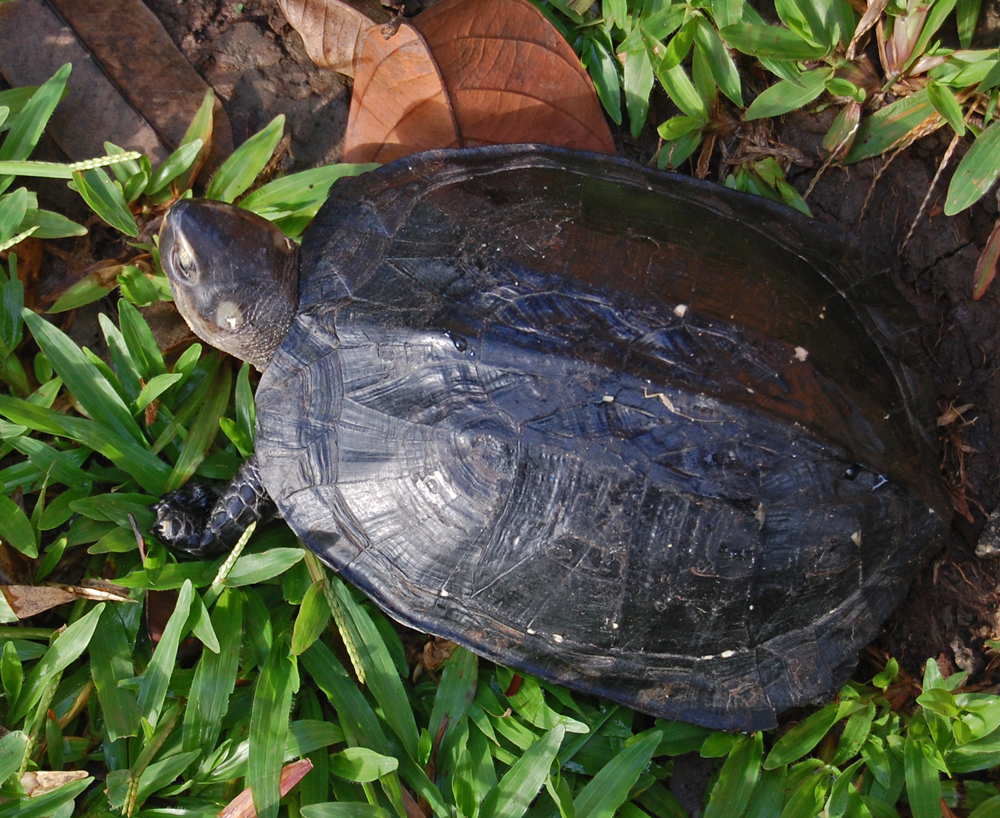
Karapaks

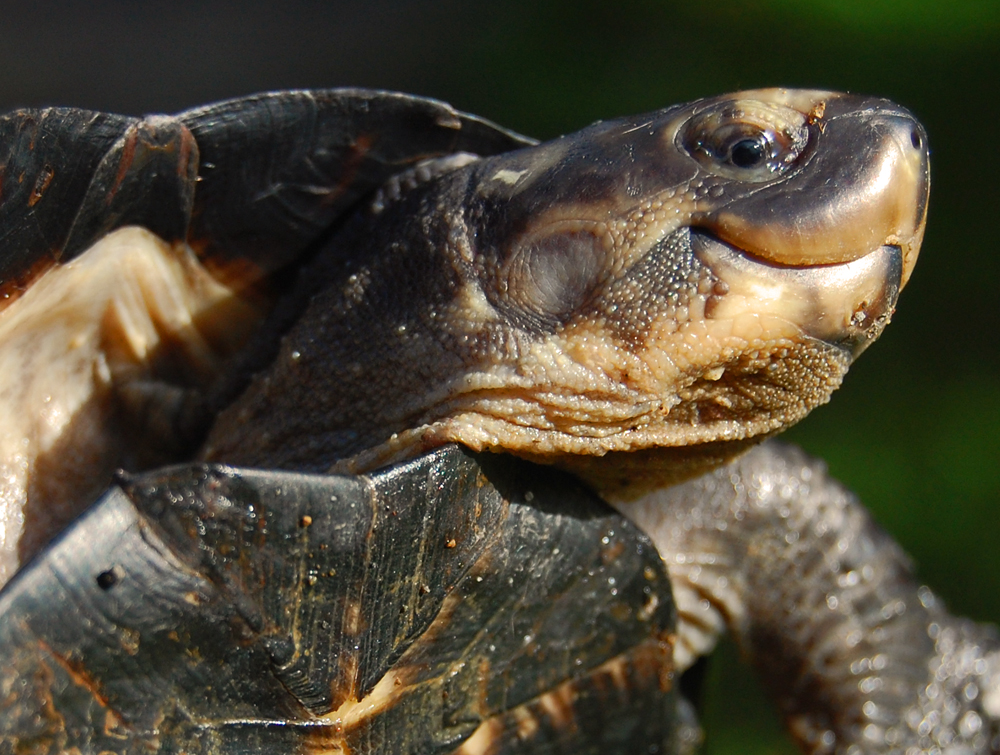
Głowa

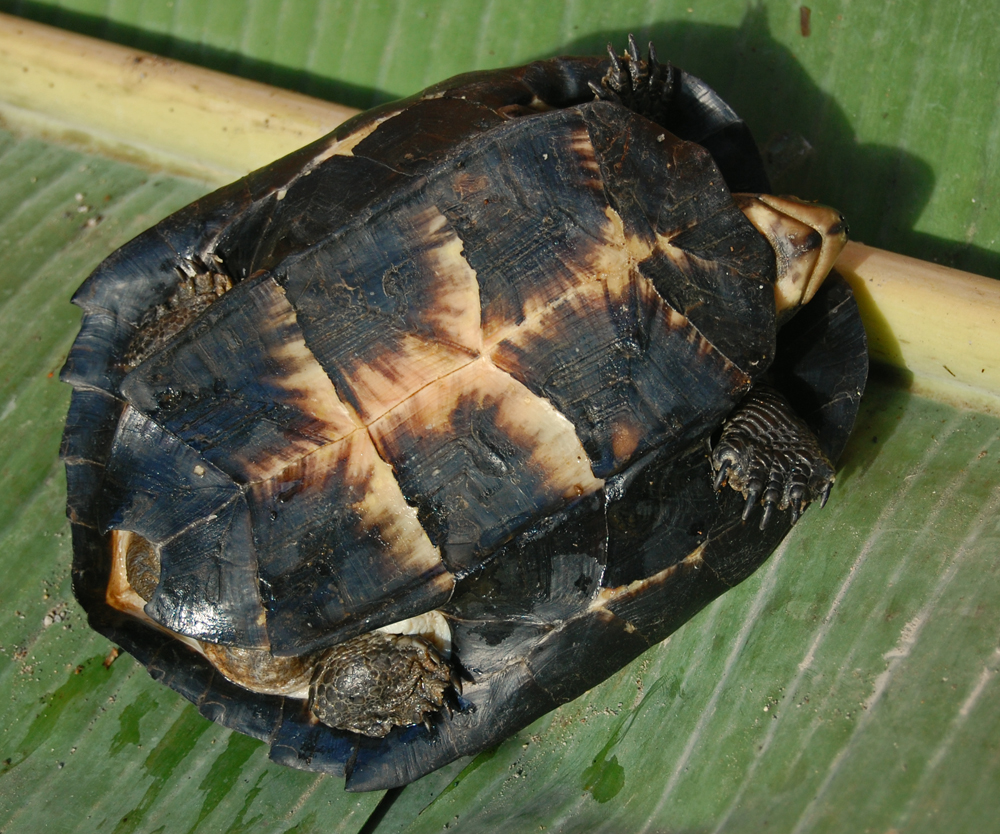
Plastron

Jest to żółw o zazwyczaj małej lub średniej wielkości, ich średnia długość wynosi około 17 cm i rzadko przekracza 20 cm. Wiadomo jednak, że niektóre osobniki osiągają dwukrotnie większą wielkość.
Karapaks jest najszerszy tuż za środkową częścią, z mocno ząbkowanym tylnym brzegiem. Jest prawie całkowicie czarny lub ciemnobrązowy z czarnymi promienistymi wzorami.
Plastron nie posiada zawiasów i ma płytkie wycięcie w kształcie litery U w parze tarczek odbytowych. Mostek (części łączące tarczki brzuszne i piersiowe plastronu z pancerzem) ma mniej więcej taką samą długość jak tylna część plastronu (składająca się z tarczek udowych i odbytowych). Zarówno mostek, jak i plastron jest całkowicie czarny, ciemnobrązowy lub żółtawy z plamkami lub wzorami o ciemniejszych kolorach.
Kończyny przednie pokryte są dużymi łuskami. Zarówno kończyny przednie, jak i tylne posiadają błony pławne, co odzwierciedla ich w dużej mierze wodny tryb życia. Szyje tego gatunku są charakterystycznie grube, tworząc kołnierz wokół głowy, gdy jest ona schowana w skorupie. Wszystkie kończyny, ogon i szyja są ciemnoszare, czasami czarne. Głowa jest szeroka z krótkim, spiczastym do góry pyskiem. Jest w większości czarna na górze z kremowymi bądź żółtymi znaczeniami wokół oczu i na szyi. Ma również parę bladożółtych plamek tuż za błoną bębenkową, zwykle są ukryte za fałdami szyi. Szczęki są bladożółte lub bladobrązowe i wyginają się do góry.
Wykazują dymorfizm płciowy. Samce mają wklęsłe plastrony w przeciwieństwie do płaskich plastronów samic. Plamki wokół oczu i szyi, obecne u wszystkich osobników młodocianych, zanikają u samców po osiągnięciu dorosłości, podczas gdy u samic pozostają. Ogony są dłuższe i grubsze u samców niż u samic.
Posiadają diploidalny kariotyp składający się z 52 chromosomów. Są również znane z tego, że jako jedyne żółwie posiadają układ chromosomalny XX/XY determinujący płeć. Jest to bardzo rzadkie zjawisko u żółwi, u których płeć rozwijających się zarodków jest zwykle determinowana przez temperaturę otoczenia.

## Występowanie i siedlisko
Zwierzęta te można spotkać w południowym Wietnamie, Kambodży, południowej Mjanmie, centralnej i południowej Tajlandii, wschodniej i zachodniej Malezji, Singapurze oraz indonezyjskich wyspach Jawa, Kalimantan i Sumatra. Okaz odkryty w rzece Cerucuk na wyspie Belitung w maju 2023 roku jest pierwszym oficjalnym dowodem na obecność gatunku na tej wyspie i stanowi znaczące rozszerzenie zasięgu poza wcześniej odnotowane populacje na Sumatrze (na zachodzie) i na Borneo (na wschodzie).
Żyją w wolno płynących lub stojących, ciepłych wodach z bujną roślinnością – zwykle bagnach, mokradłach i stawach.

## Zachowanie
Są przeważnie mięsożerne i wolą żerować pod wodą. Polują na owady, robaki, mięczaki, płazy, skorupiaki i małe ryby, choć czasami żerują na gnijących roślinach, owocach lub padlinie większych zwierząt, które wpadają do wody. Młode osobniki są zazwyczaj bardziej mięsożerne niż dorosłe.
Prowadzą przeważnie wodny i nocny tryb życia, czasami wychodzą na ląd nocą, aby żerować lub rozmnażać się, a czasami w ciągu dnia, aby się wygrzewać. Większość czasu wolą przebywać pod wodą, częściowo zagrzebane w mule w płytkiej wodzie lub pływające blisko dna w głębszych, spokojnych wodach.
Gdy żółwie czują się zagrożone, wydalają z kloaki cuchnącą wydzielinę, która ma odstraszać potencjalne drapieżniki. Gdy są atakowane, mogą także zadać rany swoimi szczękami.

## Rozmnażanie
Osiągają dojrzałość płciową w wieku pięciu lat. Sezon lęgowy przypada na lato, między kwietniem a końcem czerwca. Podczas zalotów samce kiwają głowami w górę i w dół, goniąc samicę. Często samce gryzą samice w nogi kilka razy przed kopulacją. Samice składają trzy lub cztery lęgi rocznie. Każdy lęg składa się zazwyczaj z jednego lub rzadziej z dwóch stosunkowo dużych jaj, o wymiarach około 5 na 3 cm i ważących 30 g. Inkubacja jaj trwa 68 do 84 dni. Świeżo wyklute żółwie są stosunkowo duże, mierzą około 5 cm.
Maksymalna długość życia obserwowana w niewoli wynosi około 60 lat.

## Wykorzystanie przez ludzi
Czarne żółwie błotne są kulturowo ważne dla buddyzmu. W Tajlandii duże ilości osobników tego gatunku są wypuszczane do stawów świątynnych i opiekują się nimi buddyjscy mnisi. Są traktowane jako święte przez społeczeństwo, ponieważ żółwie uważane są za dusze ludzi, którzy zginęli, próbując ratować innych przed utonięciem.
W badaniu z 2010 r. stwierdzono w tkankach tego gatunku wysoki poziom rtęci. Ich spożycie jako pożywienia jest odradzane, ponieważ mogą one powodować zatrucie rtęcią.
Są obecnie hodowane w niewoli zarówno w celach ochrony gatunku, jak i jako zwierzęta domowe. W 2004 roku w Bristol Zoo Gardens wykluł się młody osobnik. Był to pierwszy przedstawiciel tego gatunku, któremu udało się wykluć w europejskim zoo.

## Ochrona
Gatunek został sklasyfikowany przez Międzynarodową Unię Ochrony Przyrody jako zagrożony. Znajduje się również na liście w Załączniku II CITES. Oprócz państw sygnatariuszy CITES, są również objęte ochroną w Tajlandii na mocy Ustawy o ochronie rezerwatów dzikich zwierząt (WARPA). Prawa przeciwko handlowi i/lub chwytaniu żółwi słodkowodnych obowiązują również w Mjanmie, Singapurze i Wietnamie.
Pomimo tych sankcji, największym zagrożeniem dla gatunku, podobnie jak dla innych słodkowodnych żółwi z Azji Południowo-Wschodniej, jest rosnący popyt w międzynarodowym handlu mięsem, w szczególności na chińskich rynkach żywności. Z tego powodu populacje czarnych żółwi błotnych w Kambodży i Wietnamie są również uważane za zagrożone. Plastrony żółwi błotnych są również poszukiwane w tradycyjnej medycynie chińskiej, w szczególności w preparacie znanym jako Kuei-Lu-Erh-Hsien-Chiao (KLEHC). Tysiące osobników jest regularnie konfiskowanych w przesyłkach. Każda z nich stanowi zaledwie niewielką część rzeczywistej liczby dzikich żółwi łapanych i sprzedawanych na rynkach azjatyckich. Oficjalne dane z 1999 r. pokazują, że w ciągu 10 miesięcy w samej Malezji wyeksportowano około 135 000 osobników. Ponadto gatunek jest coraz bardziej zagrożony w swoim rodzimym zasięgu z powodu utraty siedlisk.